# Mangga Besar (Prabumulih Utara)
Mangga Besar is een bestuurslaag in het regentschap Prabumulih van de provincie Zuid-Sumatra, Indonesië. Mangga Besar telt 9182 inwoners (volkstelling 2010).